# شهرستان چوروون (کره شمالی)
شهرستان چوروون (به کره‌ای: 철원군) یک شهرستان در جنوب کره شمالی (مرکز شبه‌جزیره کره) است که در تابعیت استان گانگوون قرار دارد.
این شهرستان، شهرستانی تقسیم شده می‌باشد. منطقه غیرنظامی کره که در عمل مرز بین دو کره می‌باشد، از میان این شهرستان عبور کرده. برای همین در کره جنوبی نیز نیمهٔ جنوبی این شهرستان در تابعیت نیمهٔ جنوبی استان گانگوون وجود دارد. از زمان پایان جنگ کره در سال ۱۹۵۲ به این سو، مرز هر دو شهرستان تغییرات گسترده‌ای کرده. اهم این تغییرات شامل جذب اراضی قصبه‌ها و روستاها و شهرک‌هایی می‌باشد که به دلیل عبور مرز، به دو نیم تقسیم شده و به عبارتی یتیم مانده‌اند. 
به طور مثال، در کره شمالی اراضی شهرستان یونچون (از استان گیونگ‌گی) را که در سمت شمالی مرز قرار گرفته بود در حوزهٔ مدیریت شهرستان (شمالی) چوروون قرار گرفت. یا اینکه در سال ۱۹۶۳ میلادی، شهرستان (جنوبی) گیم‌هوا به دلیل اینکه عمدهٔ اراضی آن یا در کره شمالی بوده یا به دلیل نزدیکی به منطقه غیرنظامی کره، خالی از سکنه باقی مانده بود، منحل شده و به شهرستان (جنوبی) چوروون پیوست.

## تقسیمات اداری
شهرستان چوروون به ۱ شهرک و ۳۶ روستای تابعه تقسیم شده است.
| - ‌ شهرک‌ها - چوروون (철원읍، Ch'ŏrwŏn-ŭp) - روستاها - اوتان (오탄리، Ot’an-ri) - اودونگ (오동리، Odong-ri) - اوئهاک (외학리، Oehak-ri) - بان‌سوک (반석리، Pansŏk-ri) - بِنگنوسان (백로산리، Paengnosan-ri) - بوماک (보막리، Po’mak-ri) - بوئاپ (부압리، Puap-ri) - ریپ‌سوک (립석리، Ripsŏk-ri) - ریوده‌‌پو (류대포리، Ryudaep’o-ri) - ریونگهاک (룡학리، Ryonghak-ri) - جوتان (저탄리، Chŏt’an-ri) - جوک‌دونگ (적동리، Chŏkdong-ri) - جوک‌سان (적산리، Chŏksan-ri) - جونگ‌تونگ (정동리، Chŏngtong-ri) - جونگ‌گانگ (증강리، Chŭnggang-ri) - دوکّوم (독검리، Tokkŏm-ri) - دومیل (도밀리، To’mil-ri) | - روستاها (ادامه) - ده‌جون (대전리، Taejŏn-ri) - سامسا (삼사리، Samsa-ri) - سانگها (상하리، Sangha-ri) - سونگ‌هیون (송현리، Songhyŏn-ri) - شیک‌چام سفلی (هاشیک‌چام) (하식참리، Hasikch’am-ri) - شین‌جین (신진리، Sinjin-ri) - گاسونگ (가승리، Kasŭng-ri) - گال‌هیون (갈현리، Kalhyŏn-ri) - گانگسان (강산리، Kangsan-ri) - گومسا (검사리، Kŏmsa-ri) - مابانگ (마방리، Mabang-ri) - ماجانگ (마장리، Majang-ri) - ماسان علیا (سانگ‌ماسان) (상마산리، Sangmasan-ri) - مون‌ئام (문암리، Mun’am-ri) - میل‌ئام (밀암리، Mil’am-ri) - نه‌مون (내문리، Naemun-ri) - وول‌ئام (월암리، Wŏl’am-ri) - هوئسان (회산리، Hoesan-ri) - یوجونگ (유정리، Yujŏng-ri) |

## تاریخ
در آوریل سال ۱۹۳۱ میلادی، «قصبهٔ چوروون» شهرک ارتقاء یافت.
پس از استقلال کره از ژاپن در سال ۱۹۴۵ میلادی، این کشور به دو نیمه تقسیم شد. مرز بین دو کره در آن زمان، مدار ۳۸ درجه شمالی در نظر گرفته شده بود. این مدار از میان استان (تاریخی) گانگوون عبور می‌کند. در نتیجه استان گانگوون به نیمهٔ شمالی و نیمهٔ جنوبی تقسیم شد. تمامی اراضی این شهرستان و همین‌طور شهرستان (تاریخی) گیم‌هوا، در شمال این مدار قرار گرفتند، و در تبعیت استان (شمالی) گانگوون قرار گرفت. 
در همین زمان، «شهرک چوروون» از این شهرستان مستقل شده و به «شهر در سطح شهرستان» ارتقاء یافت. دلیل این ارتقاء، این بود که شهر چوروون به عنوان مرکز استان (شمالی) گانگوون انتخاب شد. شهرهای اصلی استان تاریخی گانگوون، منجمله دو مرکز اداری سنتی آن (شهرهای وون‌جو و چونچون)، در جنوب مدار ۳۸ درجه و در کره جنوبی قرار گرفته بودند.
یک سال بعد، در سپتامبر سال ۱۹۴۶ میلادی، با ضمیمه شدن شهر وون‌سان و تعداد دیگری شهرستان از استان هامگیونگ جنوبی و انتقال مرکز استان به وون‌سان، شهر چوروون به «شهرک» تقلیل درجه یافته و ضمیمهٔ شهرستان چوروون شد.
در دسامبر سال ۱۹۵۲ میلادی، با قطعی شدن مرز بین دو کره، و در ماه‌های آخر جنگ کره، در کره شمالی، «قصبه» به‌عنوان یک واحد اداری بالکل منحل شد. در عوض، روستاهای کوچکتر و بزرگتر در جای‌جای کشور با هم تجمیع شده و وظایف اداری بیشتری به آن‌ها سپرده شد، و آن‌ها عملا به سطح سوم تقسیمات کشوری، مستقیما تابعهٔ شهرستان‌ها تبدیل شدند. 
در همان تاریخ و در طول این پروسه، بخش‌هایی از اراضی این شهرستان در تابعیت کره شمالی ماند، و بخش‌های بزگرتری از آن، منجمله «شهرک چوروون» به تابعیت کره جنوبی در آمد. «قصبهٔ ماجانگ» [마장면]، بیشتر نیمی از «قصبهٔ این‌موک» [인목면]، بیشتر «قصبهٔ بوک (شمالی)» [북면]، بخشی از «قصبهٔ‌ میوجانگ» [묘장면]، و بیشتر «قصبهٔ نه‌مون» [내문면] در تابعیت کره شمالی قرار گرفتند. البته که این قصبه‌ها به تبعیت از تغییرات اداری فوق الذکر، منحل شدند.
در همان تاریخ و در طول این پروسه، از شهرستان ایچون دو قصبهٔ (سابق)‌ «آن‌هیوپ» [안협면] و «دونگ (شرقی)» [서면] و بخش‌هایی از «قصبهٔ (سابق) سو (غربی)» [동면] به شهرستان چوروون ضمیمه شدند. بخش کوچکی از «قصبهٔ سابق سو (غربی)» از شهرستان پیونگ‌گانگ نیز ضمیمهٔ این شهرستان شد. از شهرستان ریونچون، دو قصبه‌ تابعهٔ آن توسط مرز تقسیم شده بودند. بخش‌هایی از قصبه‌های «ساکنیونگ» [삭령면] و «سونام (جنوب‌غربی)» [서남면] که  در شمال مرز بودند ضمیمهٔ این شهرستان شدند (در کره جنوبی، «قصبهٔ سوک‌نیونگ» منحل شده و به «قصبهٔ جونگ (مرکزی)» در شهرستان ریونچون ضمیمه شده، و «قصبهٔ سونام (جنوب‌غربی)» به «قصبهٔ وانگ‌جینگ»).
در همان تاریخ و در طول این پروسه، در استان هوانگهه، همزمان با تقسیم شهرستان گومچون به دو نیم و تاسیس شهرستان توسان، مناطق کوچکی در منتهی‌الیه شرق شهرستان تازه‌تاسیس توسان که در شرق رود ریمجین قرار داشتند (بخشی از «قصبهٔ (سابق توسان») به استان (شمالی) گانگوون و به تبعیت این شهرستان منتقل شدند.
در طول این پروسه، همانطور که ذکر شد، به دلیل موقعیت جغرافیایی این منطقه و تقسیم شدن آن توسط مرز بین دو کره، اراضی و قصبه‌های متعددی از شهرستان‌های مختلفی جذب شهرستان چوروون شدند. قصبه‌ها و شهرستان‌ها، و روستاهای تابعهٔ آنان شامل موارد زیر می‌باشند:
- از شهرستان چوروون
  - ۱۲ روستا از قصبهٔ منحل شدهٔ «اوئون» [어운면]
  - ۱۴ روستا از قصبهٔ منحل شدهٔ «شمالی (بوک)» [북면]
  - ۱۴ روستا از قصبهٔ منحل شدهٔ «ماجانگ» [평강읍]
- از شهرستان ایچون
  - ۶ روستا از قصبهٔ منحل شدهٔ «آن‌هیوپ» [안협면]
  - ۵ روستا از قصبهٔ منحل شدهٔ «شرقی (دونگ)» [동면]
  - ۲ روستا از قصبهٔ منحل شدهٔ «غربی (سو)» [서면]
- از شهرستان پیونگ‌گانگ
  - ۱ روستا از قصبهٔ منحل شدهٔ «غربی (سو)» [서면]
- از شهرستان (منحل شدهٔ) ریونچون
  - ۴ روستا از قصبهٔ منحل شدهٔ «جنوب‌غربی (سونام)» [서남면]
  - ۱۱ روستا از قصبهٔ منحل شدهٔ «سانگنیونگ» [삭녕면]
- از شهرستان (منحل شدهٔ) سانگنیونگ (استان گیونگ‌گی، منحل شده در کرهٔ شمالی، موجود در کرهٔ‌ جنوبی)
  - ۱۰ روستا از قصبهٔ منحل شدهٔ «این‌موک» [인목면]
  - ۱۰ روستا از قصبهٔ منحل شدهٔ «نه‌مون» [내문면]
- از شهرستان گومچون (استان هوانگهه)
  - ۳ روستا از قصبهٔ منحل شدهٔ «توسان» [토산면]

به دلیل اینکه مرکز این شهرستان (یعنی «شهرک چوروون») در جنوب مرز و در کره جنوبی واقع شده بود، مناطق شهری اصلیِ مرکز اداری قصبهٔ «ماجانگ»، شامل چهار روستا، ادغام شده و به «شهرک چوروون» تغییر نام داده و به عنوان مرکز این شهرستان انتخاب شد.
آن روستاهای فوق الذکر، به شرح زیر ادغام شده و به ۱ شهرک و ۴۰ روستای نهائی تبدیل شدند:

- شهرک
  1. چوروون (ماجانگ) [철원읍 (마장읍)] از ادغام روستاهای «جانگپو ۱ام» [장포1리]، «جانگپو ۲ام» [장포2리]، «جانگپو ۳ام» [장포3리]، «جانگپو ۴ام» [장포4리]،  (قصبهٔ منحل شدهٔ «ماجانگ»)

- روستاها
  1. اودونگ [오동리] از ادغام روستاهای «اودونگ ۱ام» [오동1리] و «اودونگ ۲ام» [오동2리] (قصبهٔ منحل شدهٔ «نه‌مون»، شهرستان سانگنیونگ)
  2. اومنه [읍내리] از ادغام روستاهای «اوپنه» و «گوسونگ» [거성리] (قصبهٔ منحل شدهٔ «آن‌هیوپ»، شهرستان ایچون)
  3. اوئهاک [외학리] از ادغام روستاهای «اوئهاک ۱ام»‌ [외학1리]، «اوئهاک ۲ام» [외학2리]، «اوئهاک ۳ام» [외학3리] (قصبهٔ منحل شدهٔ «بوک (شمالی)»، شهرستان چوروون)
  4. بانسوک [반석리] از ادغام روستاهای «بانسوک ۱ام» [반석1리] و «بانسوک ۲ام» [반석2리] (قصبهٔ منحل شدهٔ «نه‌مون»، شهرستان سانگنیونگ)
  5. بوماک [보막리] از ادغام روستاهای «بوماک ۱ام»‌ [보막1리]، «بوماک ۲ام» [보막2리]، «بوماک ۳ام» [보막3리] (قصبهٔ منحل شدهٔ «بوک (شمالی)»، شهرستان چوروون)
  6. بوئاپ [부압리] از ادغام روستاهای «اوئ» [고마리]، «بوئاپ»، «نه» [내리] (قصبهٔ منحل شدهٔ «توسان»، شهرستان گومچون)
  7. جانگهاک [장학리] (قصبهٔ منحل شدهٔ «سونام (جنوب‌غربی)»، شهرستان ریونچون)
  8. جوتان [저탄리] از ادغام روستاهای «توتان» [퇴탄리] و «جوجون» [저전리] (قصبهٔ منحل شدهٔ «آن‌هیوپ»، شهرستان ایچون)
  9. جوکدونگ [적동리] از ادغام روستاهای «جوکدونگ‌سان» [적동산리]، «دویون» [도연리]، و بخشی از روستای «ده‌سا» [대사리] (قصبهٔ منحل شدهٔ «سانگنیونگ»، شهرستان ریونچون)
  10. جوکسان [적산리] از ادغام روستاهای «اوجوکسان» [어적산리]، «جوگوم» [적음리]، «جین‌گوک» [진곡리] (قصبهٔ منحل شدهٔ «سانگنیونگ»، شهرستان ریونچون)
  11. جونگ‌دونگ [정동리] از ادغام روستاهای «جونگ‌دونگِ بالایی (جونگ‌دونگ‌سانگ)» [정동상리] و «جونگ‌دونگِ پایینی (جونگ‌دونگ‌ها)» [정동하리] (قصبهٔ منحل شدهٔ «شرقی (دونگ)»، شهرستان ایچون)
  12. جونگ‌گانگ [중강리] از ادغام روستاهای «جونگ‌گانگ ۱ام»‌ [중강1리]، «جونگ‌گانگ ۲ام»‌ [중강2리]، «جونگ‌گانگ ۳ام»‌ [중강3리]، «جونگ‌گانگ ۴ام»‌ [중강4리]، «جونگ‌گانگ ۵ام»‌ [중강5리]، «جونگ‌گانگ ۶ام»‌ [중강6리] (قصبهٔ منحل شدهٔ «اوئون»، شهرستان چوروون)
  13. دوک‌گوم [독검리] (قصبهٔ منحل شدهٔ «نه‌مون»، شهرستان سانگنیونگ)
  14. دومیل [도밀리] (قصبهٔ منحل شدهٔ «این‌موک»، شهرستان سانگنیونگ)
  15. ده‌جون [대전리] از ادغام روستاهای «ده‌جون ۱ام» [대전1리] و «ده‌جون ۲ام» [대전2리] (قصبهٔ منحل شدهٔ «ماجانگ»، شهرستان چوروون)
  16. رِنگ‌جونگ [랭정리] (قصبهٔ منحل شدهٔ «سونام (جنوب‌غربی)»، شهرستان ریونچون)
  17. ریپسوک [립석리] از ادغام روستاهای «ریپسوک ۱ام» [립석1리] و «ریپسوک ۲ام» [립석2리] (قصبهٔ منحل شدهٔ «ماجانگ»)
  18. ریوده‌پو [류대포리] (قصبهٔ منحل شدهٔ «غربی (سو)»، شهرستان ایچون)
  19. ریونگهاک [룡학리] از ادغام روستاهای «ریونگهاک ۱ام»‌ [룡학1리] و «ریونگهاک ۲ام» [룡학2리] (قصبهٔ منحل شدهٔ «بوک (شمالی)»، شهرستان چوروون)
  20. سامسا [삼사리] از ادغام روستاهای «هوئسان ۳ام»‌ [회산3리] و «هوئسان ۴ام» [회산4리] (قصبهٔ منحل شدهٔ «بوک (شمالی)»، شهرستان چوروون)
  21. سانگنیونگ [삭녕리] از ادغام روستای «سانگنیونگ» و بخشی از روستای «ده‌سا» [대사리] (قصبهٔ منحل شدهٔ «سانگنیونگ»، شهرستان ریونچون)
  22. سانگها [상하리] از ادغام روستاهای «سوهوئ سفلی (هاسوهوئ)» [하수회리] و «سوهوئ علیا (سانگ‌سوهوئ)» [상수회리] (قصبهٔ منحل شدهٔ «آن‌هیوپ»، شهرستان ایچون)
  23. سوکدون [석둔리] (قصبهٔ منحل شدهٔ «سونام (جنوب‌غربی)»، شهرستان ریونچون)
  24. سولهیون [솔현리] (قصبهٔ منحل شدهٔ «سونام (جنوب‌غربی)»، شهرستان ریونچون)
  25. سونگهیون [송현리] از ادغام روستاهای «سونگهیون» و «نه‌بوک» [내복리] (قصبهٔ منحل شدهٔ «این‌موک»، شهرستان سانگنیونگ)
  26. سیکجوم سفلی (هاسیکجوم) [하식점리] از ادغام روستاهای «سیکچام سفلی (هاسیکچام)» [하식참리] و «سیکچام علیا (سانگ‌سیکچام)» [상식참리] (قصبهٔ منحل شدهٔ «شرقی (دونگ)»، شهرستان ایچون)
  27. گاسونگ [가승리] از ادغام روستاهای «سونگ‌یانگ»‌ [승양리] و «گاتاپ» [가탑리] (قصبهٔ منحل شدهٔ «این‌موک»، شهرستان سانگنیونگ)
  28. گالهیون [갈현리] از ادغام روستاهای «دوکسان»‌ [덕산리]، «سوکهیون» [석현리]، «شینهیون» [신현리]، «گالهیون» (قصبهٔ منحل شدهٔ «این‌موک»، شهرستان سانگنیونگ)
  29. گانگسان [강산리] از ادغام روستاهای «گانگسان ۱ام»‌ [강산1리]، «گانگسان ۲ام»‌ [강산2리]، «گانگسان ۳ام»‌ [강산3리]، «گانگسان ۴ام»‌ [강산4리]، «گانگسان ۵ام»‌ [강산5리]، «گانگسان ۶ام»‌ [강산6리] (قصبهٔ منحل شدهٔ «اوئون»، شهرستان چوروون)
  30. گومسا [검사리] (قصبهٔ منحل شدهٔ «این‌موک»، شهرستان سانگنیونگ)
  31. مابانگ [마방리] از ادغام روستاهای «مابانگ ۱ام» [마방1리] و «مابانگ ۲ام» [마방2리] (قصبهٔ منحل شدهٔ «نه‌مون»، شهرستان سانگنیونگ)
  32. ماسان علیا (سانگ‌ماسان) [마방리] از ادغام روستاهای «گوما» [고마리] و «ماسان علیا (سانگ‌ماسان)» (قصبهٔ منحل شدهٔ «سانگنیونگ»، شهرستان ریونچون)
  33. مونام [문암리] (قصبهٔ منحل شدهٔ «غربی (سو)»، شهرستان ایچون)
  34. میرام [밀암리] از ادغام روستاهای «میرام ۱ام» [밀암1리]، «میرام ۲ام» [밀암2리]، «میرام ۳ام» [밀암3리] (قصبهٔ منحل شدهٔ «ماجانگ»، شهرستان چوروون)
  35. نه‌مون [내문리] از ادغام روستاهای «چانگ‌دونگ» [창동리]، «نه‌مون ۱ام» [내문1리]، «نه‌مون ۲ام» [내문2리] (قصبهٔ منحل شدهٔ «نه‌مون»، شهرستان سانگنیونگ)
  36. وانگپی [왕피리] از ادغام روستاهای «نام‌وون» [남원리]، «وانگپی ۱ام» [왕피1리]، «وانگپی ۲ام» [왕피2리] (قصبهٔ منحل شدهٔ «ماجانگ»، شهرستان چوروون)
  37. وولام [월암리] از ادغام روستاهای «جونگسان ۳ام» [정산3리] و «وولام»  (قصبهٔ منحل شدهٔ «غربی (سو)»، شهرستان پیونگ‌گانگ؛ «شرقی (دونگ)»، شهرستان ایچون)
  38. هوئسان [회산리] از ادغام روستاهای «هوئسان ۱ام»‌ [회산1리] و «هوئسان ۲ام» [회산2리] (قصبهٔ منحل شدهٔ «بوک (شمالی)»، شهرستان چوروون)
  39. یوجونگ [유정리] از ادغام روستاهای «یوجونگ ۱ام»‌ [유정1리] و «یوجونگ ۲ام» [유정2리] (قصبهٔ منحل شدهٔ «بوک (شمالی)»، شهرستان چوروون)
  40. یوچوک [여척리] (قصبهٔ منحل شدهٔ «سانگنیونگ»، شهرستان ریونچون)

در سال ۱۹۵۳ میلادی، پس از امضاء پیمان آتش‌بس بین کره شمالی و ایالات متحده آمریکا، و قطعی شدن مرز بین دو کره، سه روستای دیگر از قصبهٔ منحل شدهٔ «سونام (جنوب‌غربی)» [서남면]، شهرستان (منحل شدهٔ) ریونچون به شهرستان چوروون پیوستند. این روستاها شامل: «اوتان» [오탄리]، «گاچون» [가천리]، و «گویجون» [귀존리]. (۱ شهرک و ۴۳ روستا)
در سال ۱۹۵۶ میلادی، روستای «یوچوک» منحل شده و اراضی آن ضمیمهٔ روستای «سانگنیونگ»‌ شد. (۱ شهرک و ۴۲ روستا)
در سال ۱۹۶۱ میلادی، ۶ روستا در غرب رود ریمجین، که سابقا تابعهٔ «قصبهٔ این‌موک» [인목면] و «قصبهٔ ماجانگ» [마장면] بودند، به شهرستان جانگ‌پونگ، که در آن زمان تابع شهر سطح ویژهٔ که‌سونگ (و امروزه شهر ویژه که‌سونگ) بوده، منتقل شدند. این روستاها به این شرح بودند: جانگهاک [장학리]، رِنگ‌جونگ [랭정리]، سوکدون [석둔리]، سولهیون [솔현리]، گاچون [가천리]، گویجون [귀존리]
در همین تاریخ، «شهرک چوروون (ماجانگ)» به نام سابق خود برگشته و به روستا تقلیل درجه داده شد: «روستای ماجانگ». بجای آن، «روستای اومنه» [읍내리] (مرکز «قصبهٔ (سابق)‌ آن‌هیوپ» در شهرستان ایچون) به «شهرک چوروون» تغییر نام داده و به عنوان مرکز این شهرستان انتخاب شد. (۱ شهرک و ۳۶ روستا)
در سال ۱۹۹۱ میلادی، روستای «وانگپی» به «شین‌جین» [신진리] تغییر نام یافت.
در سال ۱۹۹۶ میلادی، روستای «سانگنیونگ» به «شین‌جین» [بِنگنوسان] تغییر نام یافت.